# Äon (Theologie)
Der Begriff Äon stammt vom griechischen ὁ αἰών (ho aión, aus archaischem Griechisch ὁ αἰϝών; aiwón) und kann je nach Zusammenhang, in dem das Wort steht, Lebenszeit, Leben, Generation, Zeit, Zeitdauer, Zeitraum und Ewigkeit bedeuten. Im Sprachgebrauch der christlichen Theologie wird das Wort oft im Sinne einer unbegrenzten Zeit, also mit der Bedeutung Ewigkeit verwendet, wobei diese Übersetzung von einer Minderheit nicht anerkannt wird.

## Ursprungsbedeutung
Im klassischen Griechisch hat αἰών die Ursprungsbedeutung Zeitalter bzw. Lebenszeit. Spätestens seit Platon diesen Begriff z. B. im Dialog Timaios 37d im Sinne von Ewigkeit als Gegenbegriff zu chronos (ὁ χρόνος) = „Zeit“ verwendet, hat sich allerdings auch diese Verwendung verbreitet. Die Ursprungsbedeutung von „Zeitalter“ wird durch den „Liddell-Scott“ bestätigt, wobei das gleiche Wörterbuch auch die Bedeutung „Ewigkeit“ samt Belegstellen anführt.
Ins Deutsche ist die griechische Vorstellung des Äons als Zeitalter durch die Verwendung des Plurals eingegangen. Ein Beispiel: 

„Es kann die Spur von meinen Erdetagen
Nicht in Äonen untergehn“

## Bedeutung in der christlichen Bibel
Im Griechischen Alten Testament kommt das griechische αἰών rund 300-mal vor und steht für hebräisch עוֹלָם olam, das gemäß dem Gesenius für die ‚unvordenkliche Vorzeit‘ oder auch die ‚ununterbrochene Zukunft‘ stehe.
Im Griechischen Neuen Testament wird das Wort αἰών 123-mal verwendet, was Zitate aus dem Griechischen Alten Testament einschließt (Hebr 1,8 ; 5,6 ; 1 Petr 1,25 ). Das Adjektiv αἰώνιος wird 70-mal, das Adjektiv αἰδιóς zweimal verwendet. 
Die Formel „eis tous aionas ton aionon“ (z. B. in „Kai nyn kai aei kai eis tous aionas ton aionon, Amen“, altgriechisch „Καὶ νῦν καὶ ἀεί καὶ εἰς τοὺς αἰώνας τῶν αἰώνων, Ἀμήν“) wird in lateinischen Übersetzungen wortgetreu mit „per saecula saeculorum“ wiedergegeben („Et nunc et semper et in saecula saeculorum. Amen“, deutsch: „Und jetzt und immer und ‚für alle Zeiten‘. Amen“). Sowohl das altgriechisch αἰώνα wie das lateinische saecula (Neutrum Plural) bedeuten „Jahrhundert, Zeitalter“ und drücken einen Zeitraum aus, wörtlich „in die Zeitalter der Zeitalter“. Die Formel saecula saeculorum / αἰώνας τῶν αἰώνων wird jedoch in der liturgischen Sprache verwendet, um die Überzeitlichkeit Gottes zum Ausdruck zu bringen. Eine ältere Übersetzung im Neuen Testament, im Hochgebet und den Orationen der Messfeier war auch häufig „von Ewigkeit zu Ewigkeit“. Beispiele: 

„Dem König der Ewigkeit aber, dem unvergänglichen, unsichtbaren,
allein weisen Gott, sei Ehre und Ruhm von Ewigkeit zu Ewigkeit! Amen.“

“Per Dominum nostrum Jesum Christum, Filium tuum, qui tecum vivit et regnat in unitate Spiritus Sancti Deus: per omnia saecula saeculorum. Amen.”

„Durch unsern Herrn Jesus Christus, deinen Sohn, der in der Einheit des Heiligen Geistes mit dir lebt und herrscht, Gott von Ewigkeit zu Ewigkeit. Amen.“

## Kontroverse
Das griechische αἰών hat also im Laufe der Zeit zwei Bedeutungsrichtungen erhalten: „Zeitalter“, d. h. eine begrenzte Zeitspanne einerseits, „Ewigkeit“, d. h. unbegrenzte Zeit andererseits. Die Kontroverse entzündet sich daran, ob Äon in der christlichen Bibel mit beiden, nach deutschem Sprachempfinden gegensätzlichen Bedeutungsrichtungen übersetzt wird oder ob nur eine Ursprungsbedeutung richtig ist – und nach welchem Prinzip dann zwischen beiden ausgewählt werden müsse.

### Konkordante Übersetzungen
Die konkordante Übersetzungsmethode versucht, jedes Wort der Ursprache – also auch das griechische αἰών und die abgeleiteten Adjektive αἰώνιος und αἰδιóς, wie auch das hebräische עוֹלָם olam – sofern irgend möglich, in der Zielsprache stets mit dem gleichen Wort wiederzugeben.
Grundsatz ist dabei, dass die Bibel selbst die Bedeutung des Begriffs durch den Vergleich aller Vorkommen liefert und somit nachträgliche Bedeutungsveränderungen (z. B. durch philosophische Ideen oder Kirchendogmen) ausgeschaltet werden. Da „Äon“ z. B. in Mt 12,32 ; Mk 10,30 ; Lk 18,30 ; Röm 16,25 ; 1 Kor 10,11 ; Eph 1,21 ; 3,21 ; Kol 1,26 ; 1 Tim 1,17 ; 2 Tim 1,9 ; Hebr 9,26  aufgrund der Satzlogik nur im Sinn von „Zeitalter“ (also „Äon“) übersetzt werden kann (bei Luther heißt es dann etwas unklar „Welt“), wird diese Bedeutung von den Vertretern dieser Übersetzungsmethode auch auf Stellen angewendet, an denen die Verwendung unklarer ist. Die Wortbedeutung „Endlosigkeit“ ergibt sich für sie an keiner Stelle aus der objektiven Verwendung des Begriffs in der Bibel. Sie weisen darauf hin, dass auch in den Naturwissenschaften (Geologie) nur die Bedeutung von „Zeitalter“ bekannt ist (siehe Äon (Geologie)).
Das entsprechende Adjektiv aionion = „äonisch“ bedeutet dann in der Sicht konkordanter Übersetzer dementsprechend ausschließlich „auf Äonen bezogen“, also auf begrenzte Zeiträume mit Anfang und Ende, so wie es auch klar in Röm 16,25  und 2 Tim 1,9  verwendet wird.
Zudem weisen sie darauf hin, dass im Griechischen Zeitloses deutlich und klar durch eine Verneinung beschrieben wird. Beispiele sind „Unsterblichkeit“ (ἀθανασία (athanasia): 1 Kor 15,53–54 ; 1 Tim 6,16 ), „unauflöslich“ (ἀκατάλυτος: Hebr 7,16 ), „Niemals mehr“ (οὐ μὴ ἔτι (ou me eti): Offb 18,21–23 ), „Unvergänglichkeit“ (ἀφθαρσία (aphtharsia): 1 Kor 15,42, 50, 53, 54 ; Eph 6,24 ; 2 Tim 1,10 ) bzw. „unvergänglich“ (ἄφθαρτος, „τοῦ ἀφθάρτου θεοῦ“ (tou aphthartou theou) – des unvergänglichen Gottes): Röm 1,23 ; „Τῷ [...] ἀφθάρτῳ ἀοράτῳ μόνῳ θεῷ“ (tó aphthárto aoráto móno theó – dem unvergänglichen unsichtbaren alleinigen Gott: 1 Tim 1,17 ). Wird in der Bibel also eine Endlosigkeit beschrieben, wird ihrer Meinung nach keinesfalls der Zeitbegriff aion verwendet.
Sie vermuten daher, dass die von ihnen als gegensätzlich betrachtete Doppelbedeutung Äon = „endliche Zeit“ ↔ Ewigkeit = „Unendlichkeit“ im Fall der Bibelübersetzung eingeführt wurde, um aus ihrer Sicht unbiblische Lehren in Bibelübersetzungen zu bringen, zumal in ihren Augen keine Systematik erkennbar ist, wie zwischen den beiden Bedeutungen gewählt wurde. Mt. 25,46 stellt beispielsweise das äonische Leben der äonischen Strafe gegenüber. Übersetzt man dabei das griechische „äonisch (aionion)“ mit „ewig“ kann der Eindruck entstehen, dass endlose Qualen auf bestimmte Menschen zukommen. Laut Mk. 10,30 ist außerdem das äonische Leben auf den kommenden Äon bezogen, es wäre also ebenfalls zeitlich begrenzt.

### Nichtkonkordante Übersetzungen
Die meisten Bibelübersetzungen gehen nicht nach dem Grundsatz der konkordanten Übersetzung vor; vielmehr wird bei jedem Vorkommen des griechischen Wortes aus dem Kontext heraus entschieden, welche Übersetzung – „Zeitalter“ oder „Ewigkeit“ – an der betreffenden Stelle gewählt wird. Dies geschieht aufgrund der Überzeugung, dass der Bedeutungsunterschied für das griechische Sprachempfinden kein Gegensatz, sondern nur eine „Nuancierung“ sei; eine einseitige Festlegung auf eine einzige deutsche Übersetzung würde dem Bedeutungsreichtum des Wortfeldes in der Ursprache nicht gerecht. Da die Zusatzbedeutung „Ewigkeit“ für αἰών im klassischen Griechisch eindeutig belegt ist, betrachten sie es als einen unserem Sprachempfinden entspringenden „Scheingegensatz“, wenn die Bedeutungsrichtungen „Zeitalter“ (endlich) und „Ewigkeit“ (unendlich) als unvereinbar angesehen werden.
Die genannte Auffassung spiegelt sich auch in den wichtigsten theologischen Fachwörterbüchern wider, dem Wörterbuch zum Neuen Testament von Walter Bauer und Kurt Aland, dem Theologischen Wörterbuch zum Neuen Testament und dem Exegetischen Wörterbuch zum Neuen Testament.

## Theologische Relevanz
Theologisch relevant sind diese Kontroversen, weil sich aus dem unterschiedlichen Verständnis des Begriffs unterschiedliche Glaubenslehren ergeben können (z. B. Äonen in der Gnostik). Wer eine Übersetzung mit „Ewigkeit“ als möglich ansieht, kann bei relevanten Stellen die kirchliche Glaubenslehre des Ewigen Lebens bzw. der ewigen Höllenqual als biblisch belegt ansehen. Zwingend ist dies allerdings nicht: Erstens könnte er ja an den einschlägigen Stellen die Übersetzung „Zeitalter“ für die kontextuell wahrscheinlichere halten, zweitens meinen einige Ausleger, dass „begrenzter Zeitraum“ und „unbegrenzter Zeitraum“ nur ein Scheingegensatz seien. Daher gibt es durchaus Theologen, die eine stellenweise Übersetzung nach eigenem Gutdünken von αἰών mit „Ewigkeit“ vertreten, die Glaubenslehre einer unendlichen Höllenqual aber ablehnen.
Wer jedoch die Wahlmöglichkeit der Übersetzung bestreitet und konsequent im Sinne von „Zeitalter“ übersetzt, hat keinen dogmatischen Spielraum mehr und kann die traditionelle Lehre des „Ewigen Lebens“ bzw. der ewigen Höllenqual nicht mittragen.
Außerdem wird, wer αἰών konsequent im Sinne eines begrenzten Zeitabschnitts („Äon“) eindeutscht (und nicht auch teilweise mit „Welt“ oder „Ewigkeit“ interpretiert wie Luther), leichter zu einer Periodisierung der Heilsgeschichte kommen, wie dies im Dispensationalismus geschieht. Diese Lehre ist in den großen Kirchen allerdings wenig verbreitet.

## Äonenpläne
In einigen Formen des Dispensationalismus werden als längste Zeitabschnitte Äonen definiert, die von Dispensationen untergliedert werden (vergleichbar mit der Wortverwendung in der Geologie mit Äon und Ären). Ein neuer Äon beginnt dabei mit der völligen Auflösung alter Ordnungen (Äon wird mit Welt, altgr. kosmos (κοσμóς) = „Geordnetes“ gleichgesetzt, Eph 2,2 ), wie beispielsweise mit der Flut oder dem Beginn des Tausendjährigen Reiches (Millenarismus).
Diese Dispensationalisten sehen in der Bibel:
- einen Zustand „vor den Äonen“ (1 Kor 2,7 EU;2 Tim 1,9 EU; Tit 1,2 EU) und
- nach dem jetzigen Äon noch weitere kommende Äonen (Eph 2,7 EU)

Sie sehen folgende vier Äonen als gesichert an, oft werden aber auch fünf oder noch mehr gesehen:
- 1. Äon: die ehemalige Welt (2 Petr 2,5 EU; 3,6 EU); Abschluss: Flut (1 Mos 7,8 EU; 2 Petr 2,5 EU; 3,6 EU)

- 2. Äon: der nunmehrige Äon (1 Tim 6,17 EU; 2 Tim 4,10 EU; Tit 2,12 EU), dieser Äon (2 Kor 4,4 EU; Eph 2,2 EU; Gal 1,4 EU), diese Welt (1 Kor 7,3 EU; Joh 8,23 EU; Eph 2,2 EU); Abschluss: Tag des Zorns (Offb 4–19 EU; Mt 24 EU; 2 Thess 1,7–10 EU)

- 3. Äon: der zukünftige oder kommende Äon (Eph 1,21 EU; Hebr 6,5 EU; Lk 18,30 EU; Mk 10,30 EU; Mt 12,32 EU), das Tausendjährige Königreich Christi auf Erden (Offb 11,15 EU; Offb 20,1–6 EU); Abschluss: Großer weißer Thron (Offb 20,11–15 EU), Letzter Tag (Joh 12,47–50 EU), Himmel und Erde im Feuergericht (2 Petr 3,7–12 EU)

- 4. Äon: neue Himmel und neue Erde (2 Petr 3,13 EU; Offb 21,1 EU; Jes 65,17 EU; 2 Kor 12,2 EU), der Abschluss der Äonen (Hebr 9,26 EU; 1 Kor 10,11 EU), die Vervollständigung der Fristen (Eph 1,10 EU), der Äon der Äonen (Eph 3,21 EU), der Äon des Äons (Hebr 1,8 EU; Ps 10,16 EU); Abschluss: Alle Menschen leben (1 Kor 15,28 EU; Röm 11,36 EU)